# CWISE J1055+5443
CWISE J1055+5443 (CWISE J105512.11+544328.3) es una sub enana marrón de tipo espectral Y0. Se encuentra a unos 22 años luz de la Tierra.

## Descubrimiento
CWISE J1055+5443 fue identificada inicialmente como una galaxia o candidata a enana marrón por Griffith et al. en 2012. CWISE J1055+5443 fue descubierta de forma independiente como una enana marrón cercana en 2021 por Kirkpatrick et al. utilizando el Wide-field Infrared Survey Explorer (WISE) y observaciones posteriores con el Telescopio Espacial Spitzer. Dan Caselden, Samuel J. Goodman y J. Davy Kirkpatrick son los descubridores de este objeto. Dos de ellos son científicos ciudadanos del proyecto Backyard Worlds. Originalmente se estimó que este objeto era una subenana de tipo espectral T8. En aquel momento, este tipo espectral era incierto. Observaciones posteriores con Keck/NIRES revelaron que se trataba de una enana Y azul cercana e inusual.

## Propiedades físicas
Un programa de seguimiento de Spitzer detectó una paralaje de 145.0 ± 14.7 mas, lo que corresponde a una distancia cercana de unos 7 pársecs. El artículo posterior determinó que el espectro de la banda J se ajusta bien al estándar Y0. Por otro lado, el espectro en las bandas YJHK no se ajusta a ningún estándar. Las abundancias de amoníaco (NH3) y metano (CH4), así como la magnitud de ch2 (4.5 μm) de Spitzer, también coinciden con un objeto de tipo Y temprano. También se detectó absorción debida al vapor de agua (H2O) en el espectro. CWISE J1055+5443 muestra colores peculiares. Es uno de los objetos más rojos en los colores WISE W2-W3, y el color de Spitzer (ch1−ch2 = 1,84 ±0,04) es el más azul entre las enanas Y confirmadas espectroscópicamente. Solo la candidata a enana Y pobre en metales, WISE 1534–1043, aún no confirmada, es más azul en esta longitud de onda.
El espectro se comparó con los modelos LOWZ y la cuadrícula Sonora Bobcat, pero no se logró un ajuste satisfactorio. Los mejores ajustes requieren una gravedad superficial baja, y se sospecha que se requieren modelos con una gravedad aún menor para lograr un mejor ajuste. Una gravedad baja suele considerarse un indicador de masa baja y edad joven en las enanas marrones. Utilizando la astrometría de CWISE J1055+5443, los investigadores determinaron que tiene un 98.2 % de probabilidad de pertenecer al grupo candidato móvil cercano Crius 197, que contiene 10 estrellas jóvenes y tiene una edad aproximada de 180 ± 9 millones de años. Suponiendo que este grupo sea real y que CWISE J1055+5443 pertenezca a él, tendría una masa de 4 a 6 MJ. La pertenencia a este grupo y su posible edad joven de CWISE J1055+5443 no son seguras, por lo que se requieren observaciones de seguimiento para confirmarlo.